# Harold H. Schroeder
Harold H. Schroeder war ein US-amerikanischer Filmtechniker und Erfinder, der 1960 mit einem Oscar für Wissenschaft und Entwicklung ausgezeichnet wurde. Bei dem Preis handelt es sich um eine sogenannte Class-II-Auszeichnung, da die Preisträger statt einer Oscar-Statuette (Class I) eine Oscar-Plakette erhalten.

## Berufliches
Schroeder gilt als Pionier im Design und der Entwicklung des Kaltspiegels sowie für optische Beschichtungen mit der computergestützten Software TFCalc.
A. Francis Turner und seine Gruppe, zu der neben Harold H. Schroeder auch Howard S. Coleman, James R. Benford und Harold E. Rosenberger gehörten, konzentrierten sich auf ein bei Filmmaterial auftretendes Problem, nämlich die Reduzierung der bei der Projektion von Kinofilmen erzeugten Wärme, und entwickelten ein erfolgreiches kommerzielles Projekt namens Baldcold-Spiegel, das Infrarotstrahlen durchließ und gleichzeitig den sichtbaren Bereich des Spektrums reflektierte. Filmmaterial war leicht entflammbar, sodass es häufig zu Bränden in den Vorführkabinen von Kinos kam. Dieser dünnfilmbeschichtete Spiegel reduzierte sofort die Wärmemenge und minimierte somit die Brandgefahr. Für diese Erfindung wurden Schroeder, Turner, Coleman, Benford und Rosenberger, die zu dieser Zeit alle bei der Bausch & Lomb Optical Co. beschäftigt waren, mit einem Oscar für Wissenschaft und Entwicklung ausgezeichnet. In der Begründung wurde angegeben: „For the design and development of the Balcold projection mirror“ (für das Design und die Entwicklung des Balcold-Projektionsspiegels).
Schroeder war zwanzig Jahre lang für Bausch & Lomb tätig und dort Abteilungsleiter für Dünnfilmverfahrenstechnik, bevor er 1964 zu Xerox wechselte. Dort wurde er zum Manager des Bereichs Photorezeptor und Prozessentwicklungn in der Abteilung für Geschäftsprodukte und Systementwicklung der Xerox Corp. im Midtown Tower in Rochester ernannt.

## Auszeichnung (Auswahl)
- Oscar/Wissenschaft und Entwicklung 1960 an Harold H. Schroeder, Coleman, Benford, Turner und Rosenberger